# ペリトロコイド
ペリトロコイド (peritrochoid) とは、トロコイドの一種であり、固定された円(基円)の外周に内接するもうひとつの円(転円)が滑ることなく転がるときに、転円に取り付けたアームの先端が描く軌跡である。

## 概要
任意の曲線上を滑ることなく円が転がるときに、その円に固定された点が描く軌跡をトロコイドという。ペリトロコイドはトロコイドの一種であり、固定された円(基円)の外周に内接するもうひとつの円(転円)が滑ることなく転がるときに、転円に取り付けたアームの先端が描く軌跡である。基円と転円の半径が2:3の比率の場合には、まゆ形状の2節ペリトロコイドとなり、ロータリーエンジンのローターハウジング内壁形状に用いられる。ロータリーエンジンでは、基円はステーショナリーギヤ、転円はインターナルギヤ、アーム先端はアペックスシールに相当する。逆に転円を固定して、塗料を塗ったペリトロコイドを基円と一体化して回転させると、ペリトロコイドの塗料がまったくつかない3角形の領域が生じる。この領域の輪郭を3葉型内包絡線と呼び、ペリトロコイドと干渉することなく回転できる最大の形状のため、ロータリーエンジンのローター外形に用いられる。